# Myrmechis
Myrmechis là một chi thực vật có hoa trong họ Orchidaceae. Các loài thuộc chi này là bản địa khu vực Đông và Đông Nam Á, từ quần đảo Kuril về phía nam tới New Guinea, về phía tây tới Himalaya.

## Các loài
1. Myrmechis aurea (J.J.Sm.) Schuit. - Maluku
2. Myrmechis bakhimensis D.Maity, N.Pradhan & Maiti - Sikkim
3. Myrmechis bilobulifera (J.J.Sm.) Schuit. - Sulawesi
4. Myrmechis chalmersii (Schltr.) Schuit. - New Guinea
5. Myrmechis chinensis Rolfe - Tứ Xuyên, Hồ Bắc, Phúc Kiến
6. Myrmechis drymoglossifolia Hayata - Đài Loan
7. Myrmechis glabra Blume - Java
8. Myrmechis gracilis (Blume) Blume - Java, Sumatra, Philippines
9. Myrmechis japonica (Rchb.f.) Rolfe - Nhật Bản, Triều Tiên, quần đảo Kuril, Phúc Kiến, Tứ Xuyên, Tây Tạng, Vân Nam
10. Myrmechis kinabaluensis Carr - Sabah
11. Myrmechis perpusilla Ames - Luzon
12. Myrmechis philippinensiis Ames - Philippines
13. Myrmechis pumila (Hook.f.) Tang & F.T.Wang, đồng nghĩa: Zeuxine langbianensis - Vân Nam, Bhutan, Assam, Myanma, Nepal, Thái Lan, Việt Nam.
14. Myrmechis quadrilobata (Schltr.) Schuit. - Sulawesi
15. Myrmechis seranica J.J.Sm. - Seram
16. Myrmechis tsukusiana Masam. - Yakushima
17. Myrmechis urceolata Tang & K.Y.Lang - Vân Nam, Quảng Đông, Hải Nam